# Jason Sehorn
Jason Heath Sehorn (* 15. April 1971 in Sacramento, Kalifornien) ist ein ehemaliger US-amerikanischer American-Football-Spieler. Er spielte zehn Jahre in der National Football League (NFL).

## College
Nachdem er an kleineren Colleges hauptsächlich in der Offense und den Special Teams eingesetzt worden war, spielte Sehorn zwei Jahre College Football für die University of Southern California. Dort wurde er aufgrund der starken Konkurrenz in der Offense dann als Safety eingesetzt.

## NFL
Sehorn wurde 1994 in der zweiten Runde der NFL Draft von den New York Giants ausgewählt. Für die Giants spielte er neun Jahre als Cornerback in der NFL. Im Jahr 2003 ging er zu den St. Louis Rams, wo er noch eine Saison als Safety spielte, bevor er seine Karriere beendete.

## Privat
Sehorn war seit 2001 mit der Schauspielerin Angie Harmon (bekannt aus Rizzoli & Isles) verheiratet und hat mit ihr drei Kinder. Die beiden gaben im November 2014 ihre Trennung bekannt.